# Kirill Kabanov
Pour les articles homonymes, voir Kabanov.
Kirill Sergueïevitch Kabanov - en russe : Кирилл Сергеевич Кабанов - (né le 16 juillet 1992 à Moscou en Russie) est un joueur russe de hockey sur glace. Il évolue au poste d'ailier.

## Biographie
Après avoir débuté au HK CSKA Moscou, il est vendu au HC Spartak Moscou. L'entraîneur tchèque Miloš Říha lance sa carrière en senior dans la Ligue continentale de hockey (KHL). Le 18 novembre 2008, il devient le plus jeune joueur de l'histoire de l'élite russe. A seize ans et 125 jours, il participe au match contre l'Amour Khabarovsk. Le Spartak s'incline en quart de finale de la Coupe Gagarine contre le Lokomotiv Iaroslavl. Kabanov a été mis KO sur une charge de Vitali Vichnevski.
Il représente ensuite la Russie en sélection jeune. Lors du championnat du monde moins de 18 ans 2009, il est aligné en première ligne avec Vladimir Tarassenko et Sergueï Tchvanov. L'équipe s'incline en finale 5-0 contre les Américains, organisateurs de la compétition.
Puis, il est choisi en première ronde en septième position par les Wildcats de Moncton au cours du repêchage de la Ligue canadienne de hockey. Le 16 juillet 2009, le Spartak le vend au Salavat Ioulaïev Oufa contre une somme d'argent. Mais Kabanov non satisfait des conditions proposées ne signe pas le contrat proposé par le Salavat et décide en août de rejoindre les Wildcats. Il doit attendre la décision de la fédération internationale le 9 octobre 2009 pour pouvoir jouer la Ligue de hockey junior majeur du Québec. Le numéro 7 des Wildcats joue son premier match le lendemain contre les Maineiacs de Lewiston inscrivant son premier but.
Il ne peut participer au championnat du monde junior 2010 en raison d'une blessure au poignet survenue en novembre. Lors du mois d'avril, il est exclu du camp d'entraînement de l'équipe de Russie moins de 18 ans, jugé hors de forme par l'entraîneur Mikhaïl Vassiliev. De retour au Canada, il n'aide pas les Wildcats qui décrochent la Coupe du président. L'équipe se classe quatrième de la Coupe Memorial 2010. Fin mai, il déclare « ne plus vouloir retourner jouer en Russie ». Il ajoute ne pas vouloir « jouer avec une sélection nationale » et veut « en fait changer de nationalité ». Il revient sur ses déclarations en juillet 2011. Il déclare « aimer son pays », s'excuse pour ses propos blessants envers la Russie, la ligue russe et ses partisans. Il ajoute être heureux quand il porte le maillot de la sélection russe.
Le 6 juin 2010, son agent JP Barry décide de mettre un terme à sa collaboration avec le joueur. Ilia Molver, un de ses précédents agents a alors déclaré que le principal problème de Kabanov est son père avec qui il est « difficile de trouver un langage commun ». Lors du repêchage d'entrée dans la LNH 2010, il est choisi au troisième tour, à la 65e place au total par les Islanders de New York. Le 28 octobre 2010, alors qu'il n'a disputé que deux matchs  de la nouvelle saison avec les Wildcats pour aucun point, il est échangé au Maineiacs de Lewiston en retour de Jordan Kennedy, un deuxième tour de repêchage en 2011, un quatrième tour de repêchage en 2011, un premier tour de repêchage lors de la sélection européenne de la LCH, et un quatrième tour de repêchage en 2012. Kabanov est l'un des trois finalistes pour le Trophée du joueur humanitaire de la saison LHJMQ avec Alex Émond de l'Océanic de Rimouski et Gabriel Lemieux des Cataractes de Shawinigan. Le trophée est remporté par Lemieux. Les MAINEiacs sont dissous en fin de saison, un repêchage de dispersion est organisé et il est le premier joueur choisi par le Club de hockey junior de Montréal. Durant l'été, le Junior déménage à Boisbriand et devient l'Armada de Blainville-Boisbriand.
Le 7 juillet 2011, il signe un contrat de trois ans avec les Islanders. Il participe au camp d'entraînement des Islanders puis est prêté trois semaines au Färjestads BK dans l'Elitserien le 13 octobre. Le lendemain, ses droits dans la LHJMQ sont échangés avec Alexandre Gauthier par l'Armada aux Cataractes de Shawinigan en retour de Nikita Kolesnikovs, un choix de sixième ronde et le jeune gardien Storm Phaneuf. Le Russe choisi alors de ne pas aller en Suède et se rapporte aux Cataractes.

## Statistiques

### En club
| Saison    | Équipe                     | Ligue          |                   | Saison régulière  | Saison régulière  | Saison régulière  | Saison régulière  | Saison régulière  |                   | Séries éliminatoires | Séries éliminatoires | Séries éliminatoires | Séries éliminatoires | Séries éliminatoires |
| Saison    | Équipe                     | Ligue          | PJ                | B                 | A                 | Pts               | Pun               | PJ                | B                 | A                    | Pts                  | Pun                  |                      |                      |
| 2007-2008 | HK Spartak Moscou 2        | Pervaïa liga   |                   |                   |                   |                   |                   |                   |                   |                      |                      |                      |                      |                      |
| 2008-2009 | HK Spartak Moscou          | KHL            | 6                 | 0                 | 0                 | 0                 | 2                 | 4                 | 0                 | 0                    | 0                    | 0                    |                      |                      |
| 2009-2010 | Wildcats de Moncton        | LHJMQ          | 22                | 10                | 13                | 23                | 34                | 1                 | 0                 | 0                    | 0                    | 2                    |                      |                      |
| 2010-2011 | Wildcats de Moncton        | LHJMQ          | 2                 | 0                 | 0                 | 0                 | 0                 | -                 | -                 | -                    | -                    | -                    |                      |                      |
| 2010-2011 | Maineiacs de Lewiston      | LHJMQ          | 37                | 11                | 17                | 28                | 38                | 15                | 8                 | 12                   | 20                   | 18                   |                      |                      |
| 2011-2012 | Cataractes de Shawinigan   | LHJMQ          | 50                | 21                | 34                | 55                | 42                | 11                | 4                 | 9                    | 13                   | 12                   |                      |                      |
| 2012      | Cataractes de Shawinigan   | Coupe Memorial | -                 | -                 | -                 | -                 | -                 | 6                 | 1                 | 4                    | 5                    | 0                    |                      |                      |
| 2012-2013 | Sound Tigers de Bridgeport | LAH            | 32                | 2                 | 7                 | 9                 | 37                | -                 | -                 | -                    | -                    | -                    |                      |                      |
| 2013-2014 | Sound Tigers de Bridgeport | LAH            | 16                | 3                 | 0                 | 3                 | 12                | -                 | -                 | -                    | -                    | -                    |                      |                      |
| 2013-2014 | Thunder de Stockton        | ECHL           | 9                 | 4                 | 4                 | 8                 | 12                | -                 | -                 | -                    | -                    | -                    |                      |                      |
| 2013-2014 | MODO Hockey                | SHL            | 12                | 6                 | 2                 | 8                 | 2                 | 2                 | 0                 | 1                    | 1                    | 4                    |                      |                      |
| 2014-2015 | Skellefteå AIK             | SHL            | 43                | 11                | 18                | 29                | 20                | 13                | 3                 | 3                    | 6                    | 4                    |                      |                      |
| 2015-2016 | Salavat Ioulaïev Oufa      | KHL            | 8                 | 0                 | 0                 | 0                 | 14                | 1                 | 0                 | 0                    | 0                    | 0                    |                      |                      |
| 2016-2017 | Neftekhimik Nijnekamsk     | KHL            | 5                 | 0                 | 0                 | 0                 | 2                 | -                 | -                 | -                    | -                    | -                    |                      |                      |
| 2017-2018 | Aalborg Pirates            | Metal Ligaen   | 42                | 19                | 14                | 33                | 71                | 17                | 4                 | 8                    | 12                   | 10                   |                      |                      |
| 2018-2019 | Krefeld Pinguine           | DEL            | 43                | 3                 | 16                | 19                | 28                | -                 | -                 | -                    | -                    | -                    |                      |                      |
| 2019-2020 | Aalborg Pirates            | Metal Ligaen   | 20                | 4                 | 8                 | 12                | 6                 | -                 | -                 | -                    | -                    | -                    |                      |                      |
| 2020-2021 | Aalborg Pirates            | Metal Ligaen   | 44                | 19                | 32                | 51                | 28                | 16                | 3                 | 12                   | 15                   | 10                   |                      |                      |
| 2021-2022 | Aalborg Pirates            | Metal Ligaen   | 31                | 17                | 11                | 28                | 33                | 13                | 3                 | 6                    | 9                    | 6                    |                      |                      |
| 2022-2023 | Aalborg Pirates            | Metal Ligaen   | 48                | 10                | 31                | 41                | 30                | 16                | 5                 | 4                    | 9                    | 10                   |                      |                      |
| 2023-2024 | Aalborg Pirates            | Metal Ligaen   | Saison en cours ? | Saison en cours ? | Saison en cours ? | Saison en cours ? | Saison en cours ? | Saison en cours ? | Saison en cours ? | Saison en cours ?    | Saison en cours ?    | Saison en cours ?    |                      |                      |

#### En équipe nationale
| Année | Compétition                          |   | PJ | B | A  | Pts | Pun | +/-               |  | Résultat |
| 2009  | Championnat du monde moins de 18 ans | 7 | 4  | 7 | 11 | 18  | +5  | Médaille d'argent |  |          |